# Acura Integra
La Acura Integra (nome in codice DE4) è un'autovettura prodotta dalla casa automobilistica giapponese Acura dal 2022.
La Integra è una berlina compatta di segmento D con carrozzeria fastback a 5 porte basata sulla Civic di undicesima generazione, che va a sostituire la Acura ILX.

## Contesto
La Integra è stata introdotta in Nord America il 2 giugno 2022, come modello entry level della gamma Acura. Il modello riutilizza la dicitura "Integra", che è stata impiegata dalla Honda per un'omonima coupé prodotta tra la fine degli anni 80 ed inizio 2000. Il nome Integra viene anche utilizzata in Cina dal 2021, per un modello gemello della Civic prodotta dalla Guangqi Honda per il mercato autoctono.

## Descrizione e storia

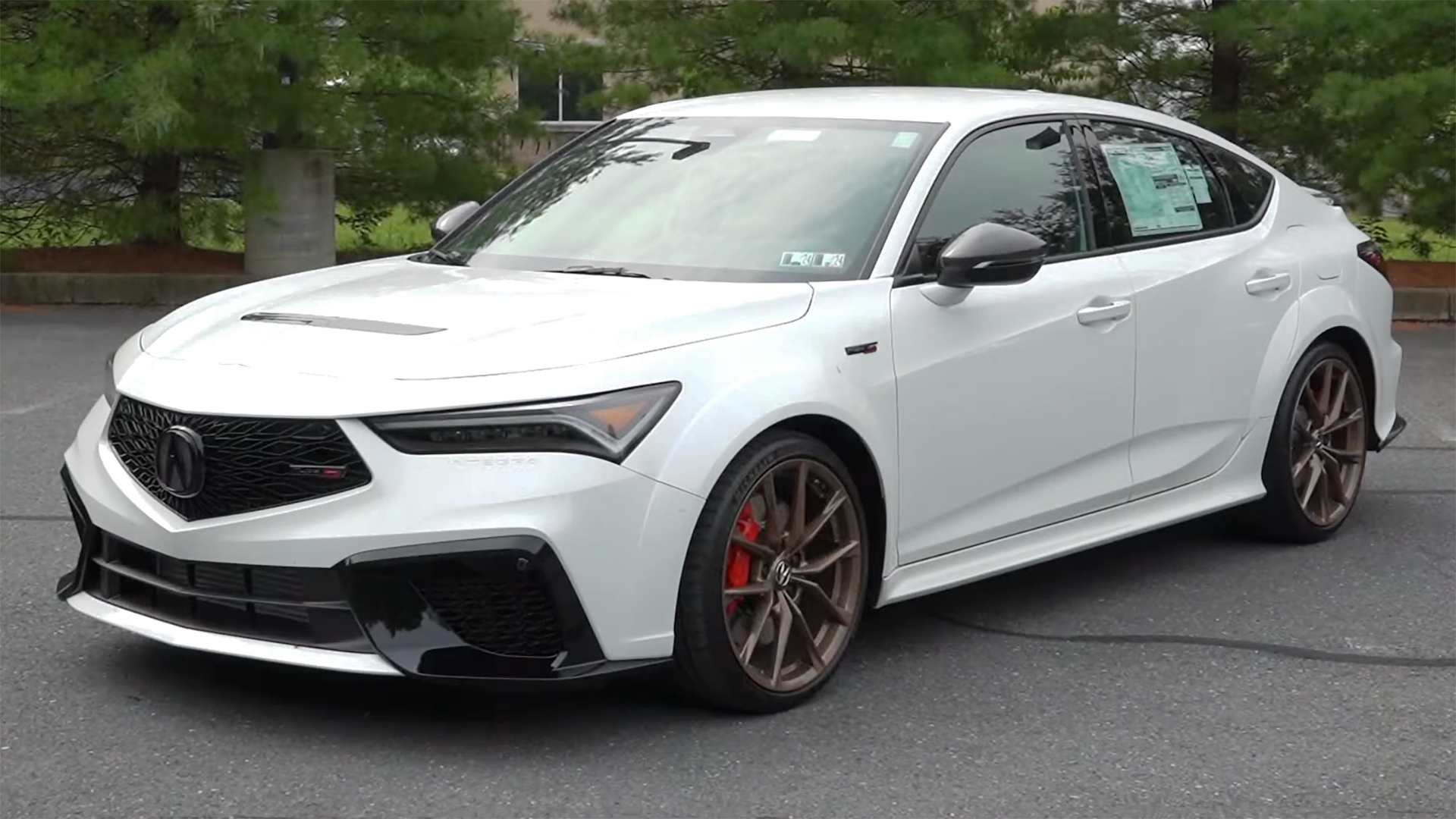
Integra Type-S

Il 10 marzo 2022 la Acura ha presentato la versione definitiva per la produzione in serie dell'Integra. Il design dell'Integra è quasi identico alla versione prototipale di pre-produzione. L'interno condivide diverse parti con la Civic di undicesima generazione.
Al lancio è disponibile solo un motore a 4 cilindri turbo da 1,5 litri derivato dalla Honda Civic Si che produce 200 CV e 260 Nm di coppia coadiuvato da un cambio CVT a variazioni continua o un cambio manuale a 6 marce disponibile in abbinamento anche con un differenziale a slittamento limitato. A differenza della precedente Integra che veniva assemblata in Giappone, questa viene invece prodotta a partire da maggio 2022 negli Stati Uniti presso lo stabilimento di Marysville in Ohio. 
Il 5 dicembre 2022 Acura ha presentato, attraverso la diffusione di alcune foto, il prototipo della Integra Type S mentre veniva testato presso il centro di ricerca e sviluppo Honda situato a Tochigi in Giappone, dotato di componenti derivati dalla coeva Honda Civic Type R tra cui il motore 4 cilindri in linea turbo da 2,0 litri da 320 CV e il cambio manuale a 6 marce.

## Riconoscimenti
L'Integra ha vinto il premio North American Car of the Year 2023. È stata anche una delle sette finaliste per il premio Motor Trend Car of the Year 2023.